# Trestní stíhání
Trestní stíhání je část trestního řízení, a to od zahájení stíhání usnesením (dříve od sdělení obvinění), až do právní moci rozsudku či jiného rozhodnutí, kterým se trestní stíhání končí. Trestním stíháním přechází trestní řízení z fáze prověřování okolností, zda trestný čin spáchán vůbec byl, do fáze vyšetřování spáchaného trestného činu, a je proto zahajováno navíc až poté, co je dostatečně odůvodněn závěr, že jej spáchala určitá osoba. V opačném případě dochází k odložení věci.
Výrok usnesení o zahájení trestního stíhání obsahuje popis vyšetřovaného skutku, zákonné označení trestného činu a identifikaci obviněného. V odůvodnění policejní orgán označuje skutečnosti, které odůvodňují závěr o důvodnosti stíhání. Proti usnesení je přípustná stížnost. V zákonem taxativně uvedených případech není přípustné trestní řízení zahájit. Je tomu tak např. tehdy, pokud prezident republiky udělí milost ve formě abolice, je-li již promlčeno, podezřelá osoba disponuje imunitou nebo není vzhledem ke svému věku trestně odpovědná, pokud nebyl dán nutný souhlas poškozeného nebo pokud už bylo ve věci pravomocně rozhodnuto. Avšak v případě milosti, promlčení a souhlasu poškozeného se přesto trestní řízení zahájí, pokud obviněný na projednání věci trvá.
V průběhu může trestní stíhání státní zástupce dočasně přerušit, např. pokud obviněný trpí těžkou chorobou nebo není jeho pobyt znám, stejně tak jako zcela zastavit, jestliže se např. nepochybně prokáže, že se daný skutek nestal, nebo není trestným činem či jej nespáchal obviněný, případně jeho trestnost zanikla. Jinak trestní stíhání po vyšetření všech relevantních okolností, zajištění důkazů a svědků obvykle pokračuje podáním obžaloby a standardně nařízením hlavního líčení, ve kterém se o vině obžalovaného a případném trestu rozhodne.